# 日本基督教団弘前教会教会堂
日本基督教団弘前教会教会堂（にほんきりすときょうだんひろさききょうかいきょうかいどう）は、1906年に弘前メソヂスト教会の教会堂として青森県弘前市に建設されている建物。1993年、青森県重宝(青森県指定の有形文化財)に指定される。

## 概要
1906年に建設されている当教会堂は、左右に配置されたフランスゴシック風の双塔や、外壁に設けられている控え壁と尖塔アーチの窓が印象的な建築物である。高さの強調が特徴であるゴシック風でありながら正面外壁に各階を区切る水平方向を強調するような蛇腹が設けられている意匠的な不整合や、内部天井を高くするために屋根組に取り入れられた変則トラス構造が構造的に不安定であるといった部分はあるものの、築後100年以上経過しても現役の教会堂として利用されており、またモチーフにしたといわれるフランス＝パリのノートルダム大聖堂 を十分に彷彿させる外観となっている。また、内部や祭壇は白漆喰の質素な造りとなっているが、ナルティクス2階には襖に仕切られた畳敷の3室が配置されているところが日本の教会堂ならではといえるが、襖を取り払うと礼拝堂内を見渡せる約30畳の大広間となり、収容人員を増やすことが出来るという実用的な設計ともなっている。

## 教会の沿革
教会の設立は1875年で、横浜から帰郷し東奥義塾（現：東奥義塾高等学校）塾長となっていた本多庸一や一緒に弘前に来て東奥義塾の英語教師となっていた宣教師ジョン・イングらにより設立された、東北地方で最も古い教会であるとともに全国でも7番目に古いプロテスタント教会である。
1875年（明治8年）6月6日、東奥義塾の旧弘前藩の士族である上級生14名に洗礼を授けた。7月3日に7人に洗礼を授けた。そこで、10月2日に本多庸一が弘前公会を設立した。横浜、東京につぐ長老派の3番目の公会である。横浜公会にならい超教派主義であった。
1876年（明治9年）、本多が長老派であったが、弘前公会は長老派よりメソジスト派に編入され、1876年10月2日に弘前メソジスト教会が成立する。同年に婦人の受洗者があった。
1877年（明治10年）から教会学校が開かれ、四季会が出来て、礼拝堂の敷地は元寺町に定められた。当時、差別されていた町や土手町にも講義所が設立されて、中田千代、重治親子が出席するようになった。
1878年（明治11年）本多庸一が執事の按手を受けて、黒石や青森に伝道を開始した。イングが去った後は、デビソンが宣教師として来たが一年で函館に行った。その後、宣教師はいなかった。さらに和徳町にも講義所が設けられた。
1880年に最初の教会堂が建設された。1885年に本多は相原英賢に牧師を引き継いで仙台に転任する。その頃、カロライン・ライトの出資により、来徳女学校が教会内に設立された。
中田久吉が牧師であった1900年（明治33年）に、創立25周年を記念して、「弘前美以教会略史」を編纂した。これを元に後に、1925年（大正15年）に五十年史、1955年（昭和30年）に八十年史を編纂した。
1941年の日本基督教団の設立によって、日本基督教団所属の教会になり、今日に至る。

## 会堂の歴史

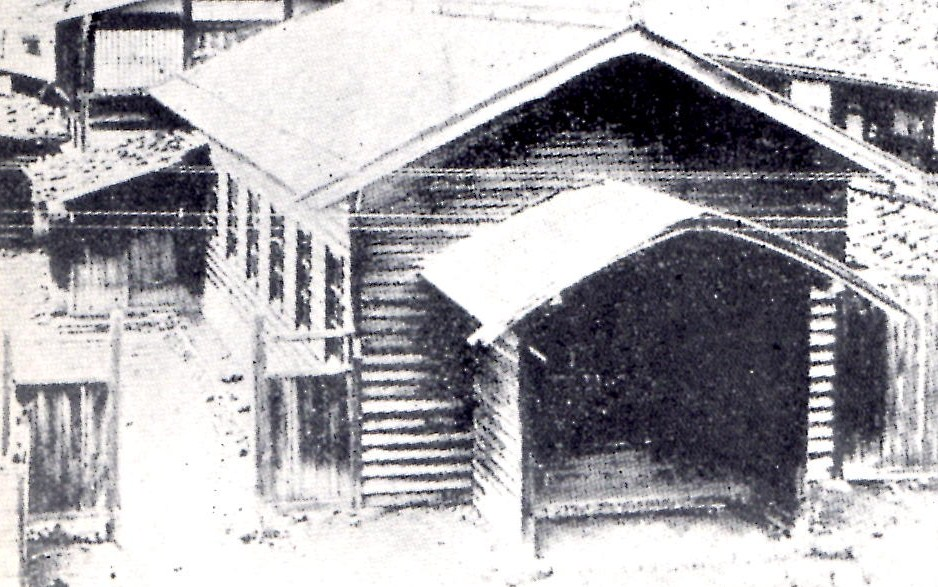
1880年に建てられた最初の会堂

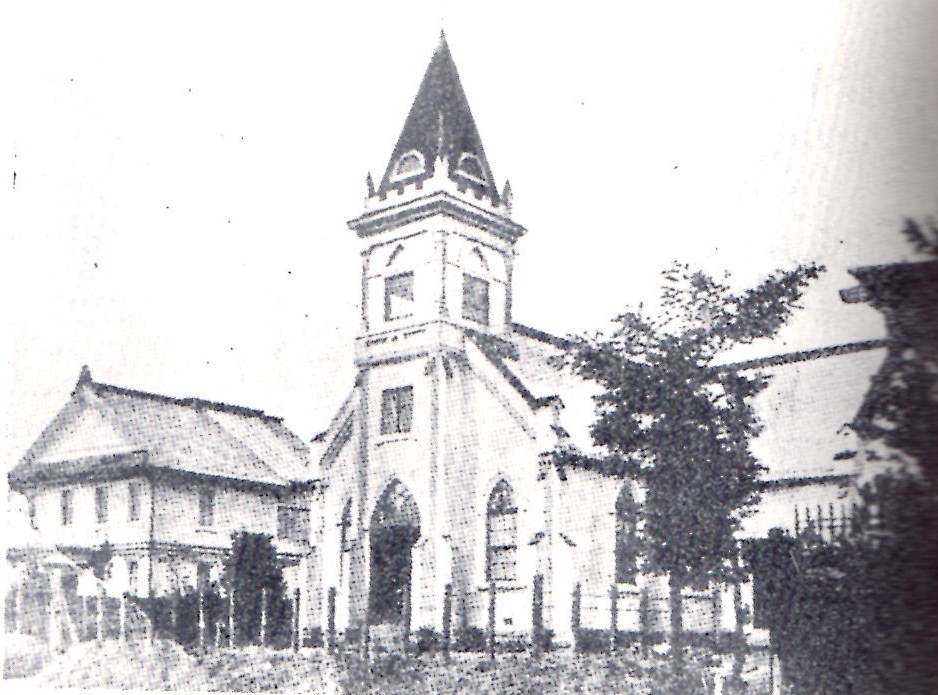
1897年頃の会堂

1880年（明治13年）に建てられた教会堂は木造平屋建ての小規模な和風建築だった。1897年に山鹿元次郎牧師のもとで建てられた教会堂は、堀江佐吉によるもので正面中央に尖塔を配置したゴシック風の洋風建築だったが、1904年に焼失してしまい、現在の教会堂が建てられたものである。設計は櫻庭駒五郎が手がけて、施工は堀江佐吉の四男である斎藤伊三郎が請け負った。

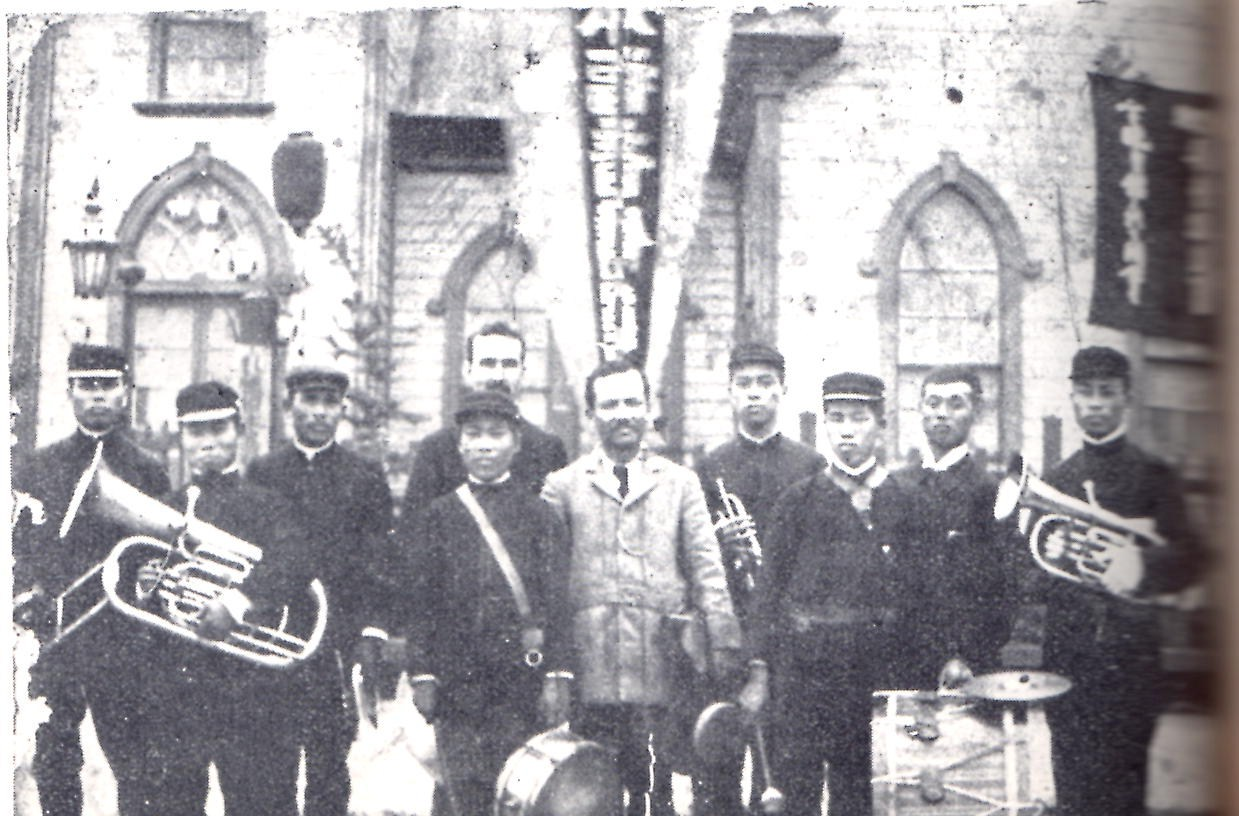
1902年8月、消失前の会堂の前に集合した中田重治と福音音楽隊。

## 歴代牧師
- 本多庸一（初代牧師:1875年 - 1885年）
- 相原英賢（第2代牧師:1886年 - 1891年）
- 山鹿元次郎（第3代目牧師:1893年 - 1926年）
- 池田徳松
- 中田久吉（1887年 - 1900年）
- 飯久保貞次
- 宮崎繁一（第16代牧師）
- 竹内郁夫（1999年 - 2009年3月）
- 村岡博史（現牧師:2009年4月 -）

## 教会の歴代スタッフ
- 古坂啓之助（初代副牧師:1883年-1885年）
- 珍田捨巳（第2代副牧師:1885年）
- ジョン・イング
- ジョン・デビソン
- ギデオン・ドレーパー（宣教師）
- 曲真瀬行義枝（婦人伝道師）

## 主な出身者
- 山鹿旗之進
- 珍田捨巳
- 山鹿元次郎
- 古坂啓之助
- 平田平三
- 藤田匡
- 佐藤愛麿
- 伊東重
- 山田寅之助
- 中田重治
- 阿部義宗
- 吉崎俊雄

## 建築概要
- 設計 - 櫻庭駒五郎
- 竣工 - 1906年
- 構造・規模 - 木造平屋建て切妻屋根亜鉛鉄板葺き、一部2階建て
- 所在地 - 〒036-8355 青森県弘前市元寺町48
- 備考 – 青森県重宝（1993年1月指定）

## 交通アクセス
- 奥羽本線 弘前駅 からバスで5分、上元寺町で降車、徒歩で5分。